# プルキシ
プルキシ（Purksi　プルシキまたはプルーシー）は、ネパールの仮面劇などで語られる神。

## 概要
蛇を体に巻きつけ、三つの目を持つ象頭の人の姿をしているという。
ヒンドゥー教のガネーシャと同一視される。ヒンドゥー教と宗教対立にあるスリランカでは、インドの神々が悪魔とされている。そのため、プルキシはガネーシャの変わり身ともされている。
ある説ではヴィシュヌの化身とされる。